# Distorsio perdistorta
Distorsio perdistorta là một loài ốc biển kích thước trung bình-nhỏ, là động vật thân mềm chân bụng sống ở biển trong họ Personidae.

## Miêu tả
Độ dài vỏ lớn nhất ghi nhận được là 82 mm.

## Môi trường sống
Độ sâu nhỏ nhất ghi nhận được là 72 m. Độ sâu lớn nhất ghi nhận được là 282 m.